# Cmentarz wojenny w Kotowicach
Cmentarz wojenny w Kotowicach to nekropolia, na której pochowani są żołnierze trzech armii zaborczych, polegli w 1914 w czasie walk w południowo-wschodniej części Królestwa Polskiego.

## Historia
Powstał on prawdopodobnie na początku 1915, jako duży obiekt (drugi pod względem wielkości na Jurze Krakowsko-Częstochowskiej) i spoczęło na nim ok. 800 żołnierzy. W 1936 w wyniku komasacji przeniesiono tutaj zwłoki z cmentarzy z Huciska (10 Austriaków i 147 Rosjan), Jaworznika (196 Austriaków i 17 Rosjan), Ludwinowa (5 Austriaków, 52 Rosjan), Łutowca (32 Niemców, 16 Austriaków, 27 Rosjan), Morska (19 Austriaków, 30 Rosjan), Nowej Wsi (22 Niemców i 1 Austriak), Parkoszowic (145 Austriaków, 149 Rosjan), Podgaju (5 Niemców, 45 Austriaków) oraz Przewodziszowic I i II (odpowiednio 44 Niemców, Austriak, 68 Rosjan oraz 33 Niemców). W sumie w Kotowicach spoczywa obecnie 1200 żołnierzy z armii austro-węgierskiej, niemieckiej i rosyjskiej, co jest wyjątkiem na terenie Jury. Największy krzyż w miejscu pochówku pochodzi z Ludwinowa.
Na cmentarzu występuje 6 różnych rodzajów żeliwnych krzyży (trzy typy łacińskie i trzy prawosławne; pochowano tutaj również muzułmanów z armii austriackiej, ale nie wiadomo, czy w przeszłości zaprojektowano dla nich osobne znaki nagrobne) oraz charakterystyczne żeliwne tablice na betonowych postumentach. Część krzyży żeliwnych, które padły ofiarą złodziei, zastąpiono obecnie drewnianymi replikami.
Cmentarz został w 2000 wyremontowany; jest otoczony żywopłotem, a obok znajduje się starsza kapliczka (to prawdopodobnie przesądziło o lokalizacji nekropolii). Mimo iż jest wpisany do rejestru zabytków, był on wielokrotnie okradany i dewastowany; również zlecane prace konserwatorskie prowadzone były czasem niefachowo i przyczyniły się do dalszych zniszczeń.
Na cmentarzu spoczywa w imiennym grobie major Gerhard von Bessewitz z 2 batalionu 2 gwardyjskiego pułku piechoty z Berlina, najwyższy rangą Niemiec pochowany w tym rejonie.

## Jednostki, z których pochodzili polegli żołnierze

### Cesarstwo Niemieckie
- 1. gwardyjski pułk piechoty z Poczdamu (1. Garde-Regiment zu Fuß),
- 2. gwardyjski pułk piechoty z Berlina (2. Garde-Regiment zu Fuß, trzech oficerów),
- 47. pułk piechoty z Poznania i Śremu (Infanterie-Regiment König Ludwig III von Bayern (2. Niederschlesisches) Nr.47),
- 64. pułk piechoty z Prenzlau (Infanterie-Regiment General-Feldmarshchall Prinz Friedrich Karl von Preußen (8. Brandenburgisches) Nr.64),
- 1. gwardyjski pułk grenadierów z Berlina (Kaiser Alexander Garde-Grenadier-Regiment Nr.1),
- 1. batalion saperów z Królewca (Pionier-Bataillon Prinz Radziwill (Ostpreußisches) Nr.1),
- 15 pułk piechoty (2. westfalski) z Minden (Infanterie-Regiment Prinz Friedrich der Niederlande (2. Westfälisches) Nr.15),
- 93. pułk piechoty z Dessau i Zerbst (Anhaltisches Infanterie-Regiment Nr.93),
- 1. pułk artylerii pieszej z Królewca i Giżycka (Fußartillerie-Regiment von Linger (Ostpreußisches) Nr.1),
- 28. batalion saperów z Kostrzyna (2. Brandenburgisches Pionier-Bataillon Nr.28),
- 2. gwardyjski pułk artylerii polowej z Poczdamu (2. Garde-Feldartillerie-Regiment),
- gwardyjski batalion strzelców z Berlina (Garde-Schützen-Bataillon).

### Cesarstwo Rosyjskie
Niemal wszyscy pochowani żołnierze są bezimienni. Jeden jest znany z imienia i nazwiska - to Iwan Pawłow z 13. Biełożeńskiego Pułku Piechoty. Jeden bezimienny żołnierz był oficerem 267. Duchosimskijego Pułku Piechoty.

### Austro-Węgry
- 100 Pułk Piechoty Austro-Węgier z Krakowa (Infanterieregiment von Steinsberg Nr.100) – 3. garnizon w Cieszynie,
- 23 Pułk Piechoty Austro-Węgier z Sombor (Dalmatinisches Infanterieregiment Nr. 23),
- 49 Pułk Piechoty Austro-Węgier z Brna (Infanterieregiment Freiherr von Hess Nr. 49),
- 81 Pułk Piechoty Austro-Węgier z Jihlavy (Infanterieregiment Freiherr von Waldstätten Nr.81),
- 1. Bośniacko-Hercegowiński Pułk Piechoty z Wiednia (Bosnisch-hercegovinisches Infanterieregiment Nr.1, komenda uzupełnień w Sarajewie),
- 10. batalion strzelców polowych (Feldjägerbataillon Nr.10 - FJB) z Vigo di Fassa (m.in. dwaj bracia o nazwisku Gartner),
- 17. FJB z Judenburga,
- 1. FJB z Lienzu,
- 31. FJB z miejscowości Nové Mitrovice (?),
- 25. FJB z Wiednia.

Lista jednostek nie jest pełna, gdyż wiele oryginalnych krzyży zaginęło lub jest nieczytelnych.

Galeria
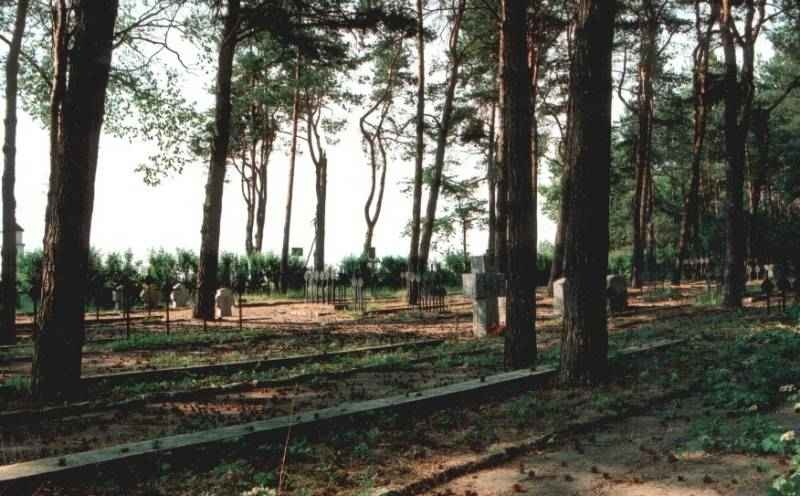
Cmentarz w Kotowicach w 2006 roku
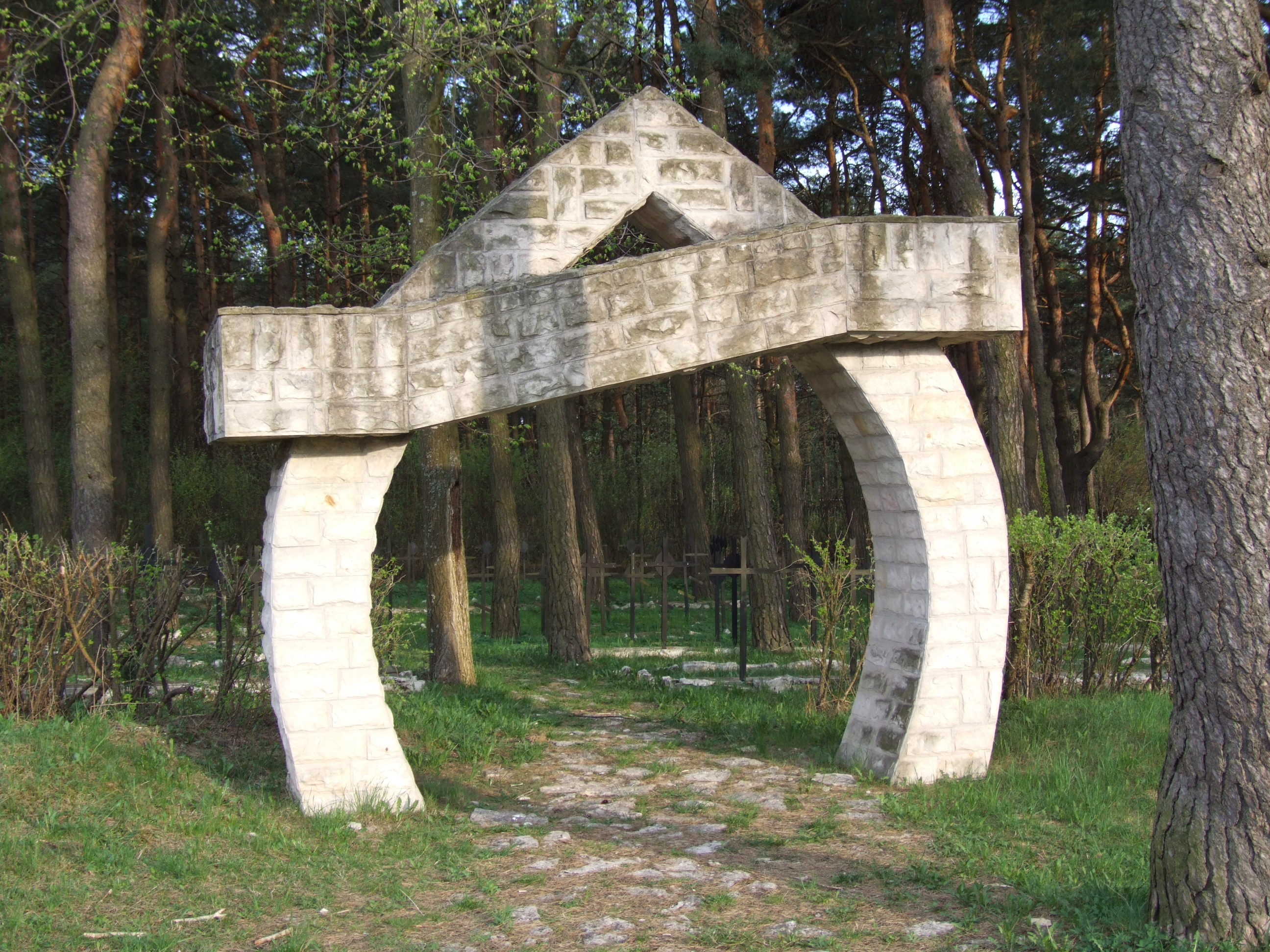
Brama wejściowa
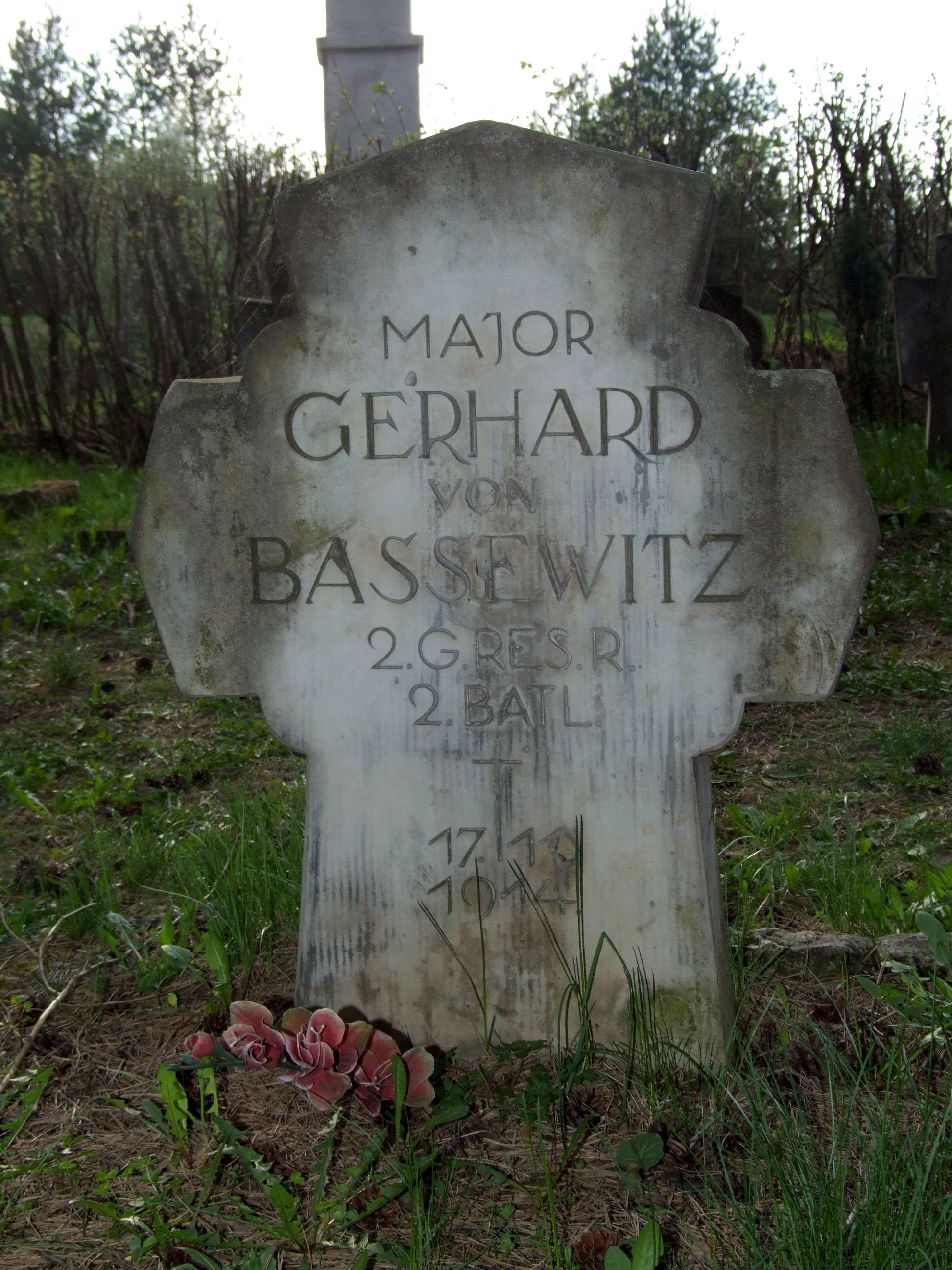
Krzyż nagrobny majora Gerharda von Bassewitza
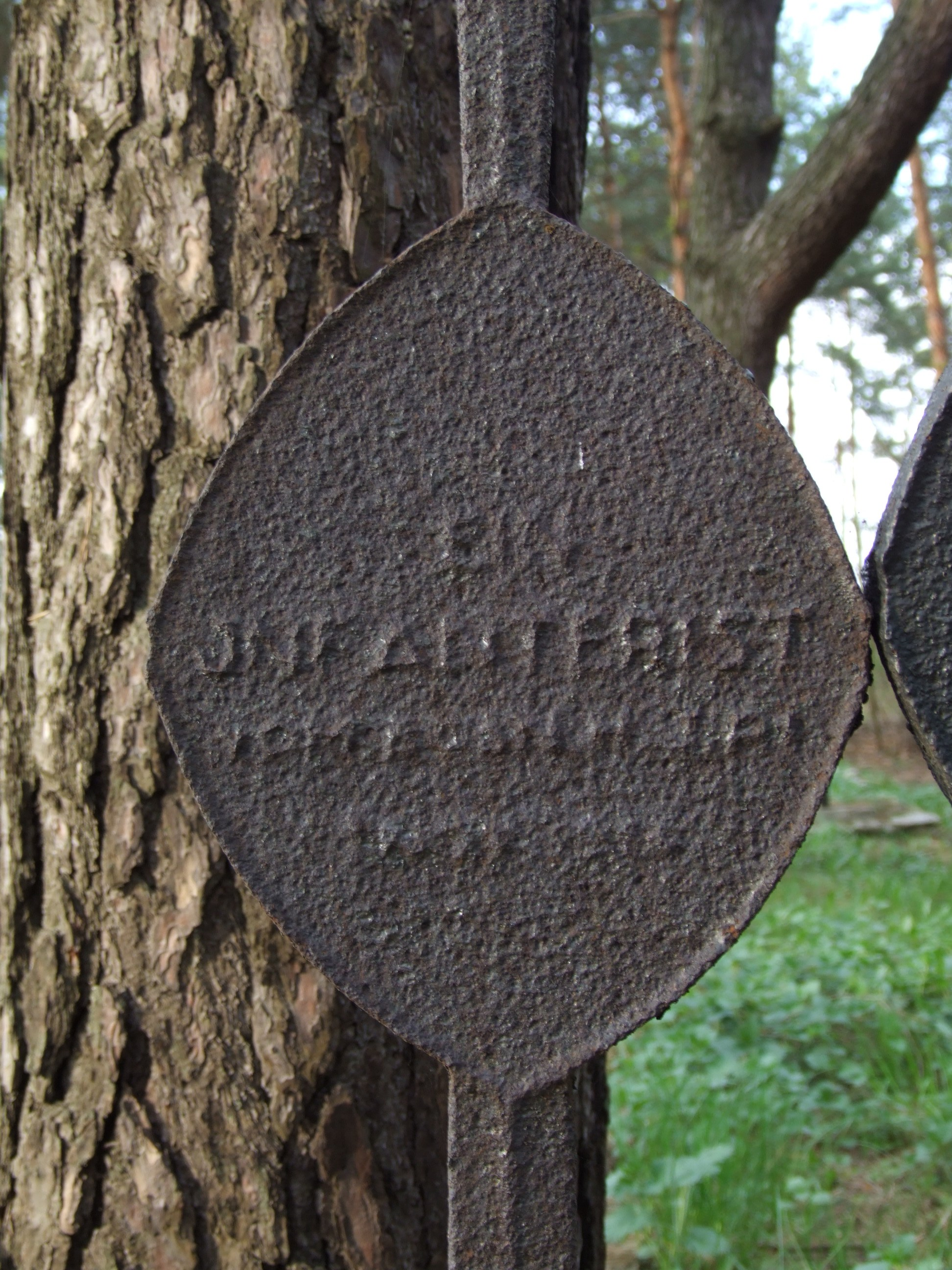
Skorodowana tabliczka nagrobna nieznanego żołnierza piechoty (Ein Infanterist)